# LAE J095950.99+021219.1
LAE J095950.99+021219.1是迄今為止發現的最遙遠的星系之一，具有很高的科學用途，因為它揭示了早期宇宙和新興恒星的許多重要細節。LAE J095950.99+021219.1距離地球約130億光年，是宇宙中已知距離最遠的天體之一。它是一個萊曼α發射體。

## 發現
LAE J095950.99+021219.1於2012年年中被發現。它是在智利的拉斯坎帕納斯天文台使用麥哲倫望遠鏡觀測到的。

## 光
LAE J095950.99+021219.1發射的光被識別為紅移6.944。它比其他萊曼阿爾法星系暗2-3倍It is 2-3倍。

## 外部連結
- Astronomers discover faintest distant galaxy - Science Daily （页面存档备份，存于）
- A Lyα GALAXY AT REDSHIFT z = 6.944 IN THE COSMOS FIELD